# イタリア南仏進駐領域

イタリア南仏進駐領域
Occupazione italiana della Francia meridionale (イタリア語)
Zone d'occupation italienne en France (フランス語)

国歌: 王室行進曲
Marche royale（フランス語）

青年
jeunesse（フランス語） (1922-1943)

黄色い所がイタリア進駐地域

イタリア南仏進駐領域（イタリアなんふつしんちゅうりょういき、イタリア語: Occupazione italiana della Francia meridionale、フランス語: Zone d'occupation italienne en France）は、第二次世界大戦中の1940年に成立した進駐領域であり、南仏東部に関してイタリア王国による占領統治が行われた。当初は伊仏国境の支配が主な役割であったが、1942年11月にヴィシー政権の全土占領化にともなうアントン作戦で新たにコルシカ島を含めるなど大きく領域を拡大した。
1943年9月8日に王国政府が連合国側と休戦を発表すると、南仏の地域はドイツ軍に占領され、1944年まで占領下にあった。

## 概要

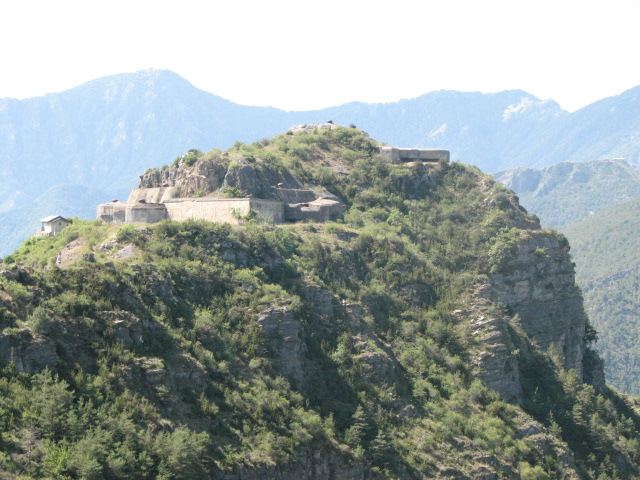
アルパイン線（小マジノ線）

### 経緯
1940年5月に始まったドイツのフランス侵攻はドイツ有利に進み、第二次世界大戦への参加を決意したイタリア王国政府は西方軍集団を動員して戦時体制へ移行した。だが既に国力を疲弊させていた王国軍は積極的に行動を移さず、1940年6月10日にフランス政府がパリを放棄した後に宣戦を布告、形式的な進軍を開始した。西方軍集団はフランス共和国軍のアルプス軍集団と戦闘し、マントン市を占領した。しかし南のマジノ線であるアルパイン線（小マジノ線）とアルプス山脈に阻まれ、マントン市から先には有効な戦果を挙げられなかった。
1940年6月21日、フランス政府は1ヶ月間の戦闘をもって枢軸国側への全面屈服に同意した。6月22日には独仏休戦協定、6月24日にはフランスとイタリアの間でヴィラ・インチーサ休戦協定が締結され、戦闘は終結した。戦勝国に対する直接的な領土割譲は僅かであったが、代わりに無期限の占領を定めた進駐領域を形成する事で実質的な領土分割が実行に移された。ドイツはアルザス＝ロレーヌの割譲と、北仏一帯と大西洋沿岸地域を含む広大なドイツ進駐領域を形成、イタリア王国はマントン市の併合と伊仏国境で幾つかの飛び地からなる進駐領域を承認させた。フランス政府（ヴィシー政権）は残った自由地域を統治するのみとなった。
イタリアの進駐領域は全体で832km²であり、同領域に含まれていた住民数は2万8500名程度と考えられている。行政府は伊仏国境の旧フランス領で最大の都市であり、既に併合されているマントン市に設置された。また各領域を包む形で伊仏国境からフランス側に50kmまでの地点は非武装ラインとして別に設定され、ニースとサヴォワが含まれていた。
1942年11月、連合軍のアルジェリア上陸を目的としたトーチ作戦が成功してフランス植民地軍が降伏すると、ヴィシー政権の寝返りを警戒したドイツ軍は当初から準備していた南仏全体に対する進駐計画「アッティラ作戦」の発動を検討した。一方、イタリア王国軍も同様の事態を検討してコルシカ島接収を想定した「カメリア作戦」を準備していた。イタリア休戦協定協議委員会(Commissione Italiana d'Armistizio con la Francia, CIAF) は1940年当初から将来的な南仏での占領領域拡大を検討し、A計画では「ローヌ川沿いまでの陸上進出」、B計画では部分的な拡大に留められると想定されていた。
両国は連絡協議を行って二つの作戦を統合したアントン作戦を立案・実行した。作戦は成功に終わり、さしたる抵抗も無くヴィシー政権は降伏して全領域の分割が行われた。この中でイタリア進駐領域はローヌ川までのプロヴァンス地方一帯に拡大され、更にコルシカ島も編入された。ニース・サヴォワに加え、コルシカ島領有が実質的に果たされた事は大きな政治的意義を持った。未回収のイタリアの解決を願うイレデンティズム思想において最大の障害であったコルシカ人・イタリア人の王国統合が達成されたからである。後にはブリアンソンを州都とする「アルピ・オキシデンタリ州（Alpi Occidentali ）」として併合が予定されたが、1943年9月の連合国への敗戦によって阻害される結果となった。
1943年9月8日、イタリア政府が連合国に降伏してイタリア進駐領域がフランスに返還されると、ドイツ軍は直ちにヴィシーフランスに対して行ったのと同じ進駐計画（アラリック作戦）を発動した。庇護者であるイタリア軍を失い、更に自由フランス軍や連合軍による即座の保護も行われなかったプロヴァンス一帯はドイツの支配下に置かれた。北イタリアにはムッソリーニを首班としたイタリア社会共和国が樹立されたが、同盟国であった王国と違って完全な衛星国であり、もはやナチスの要求を拒否できなかった。

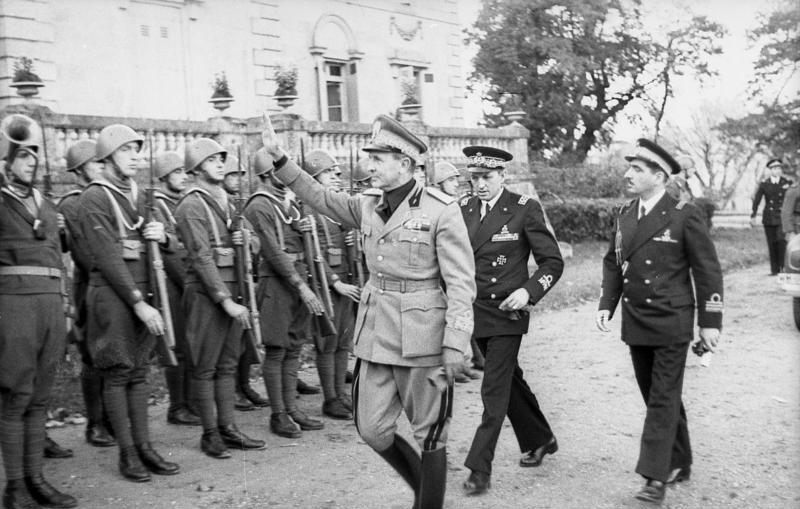
進駐領域で海軍将兵を閲兵するファシスト党幹部（1942年）

### 駐屯軍
1940年6月の開戦時点でイタリア王国陸軍は70万名の兵員を保有すると公称されていた。しかし各師団の定員は常に不足しており、また装備面での前時代性は他国に比べて工業力不足から顕著な状態にあった。陸軍においては第133戦車師団「リットリオ」が装備する150～250両の戦車はタンケッテと呼ばれる豆戦車を主力とし、戦車というよりも「装甲付きの機関銃運搬車」でしかなかった。野戦砲や輸送車両の欠乏も深刻で、アルプス山脈の厳寒に耐え得る防寒具も不足していた。こうした状況下で獲得された進駐領域は国防上の大きな利点と呼べた。
アントン作戦では伊第4軍がプロヴァンス占領を担当、また別働隊として1個師団がコルシカ島上陸に派遣された。投入戦力は総勢で13万6,000名からなり、対するヴィシー軍は6万6,000名から編成された。戦いは無気力なヴィシー軍の散発的な抵抗に終わり、ほとんど損害らしい損害を受けずに作戦を完了させてヴィシー軍を武装解除した。それから講和による領土返還が行われるまで住民による組織的な抵抗も無く、平穏に占領統治は推移していた。
また進駐領域とは別にドイツ海軍の要請で地中海から大西洋に移動したイタリア海軍潜水艦艦隊の基地として南仏西部のボルドー市も占領統治下に置かれていた。ボルドー市進駐は1940年8月から開始され、BETASOMと呼ばれた潜水艦部隊は1943年9月までに109隻の商船(59万3,864トン)と18隻の軍艦(2万トン)を撃沈した。

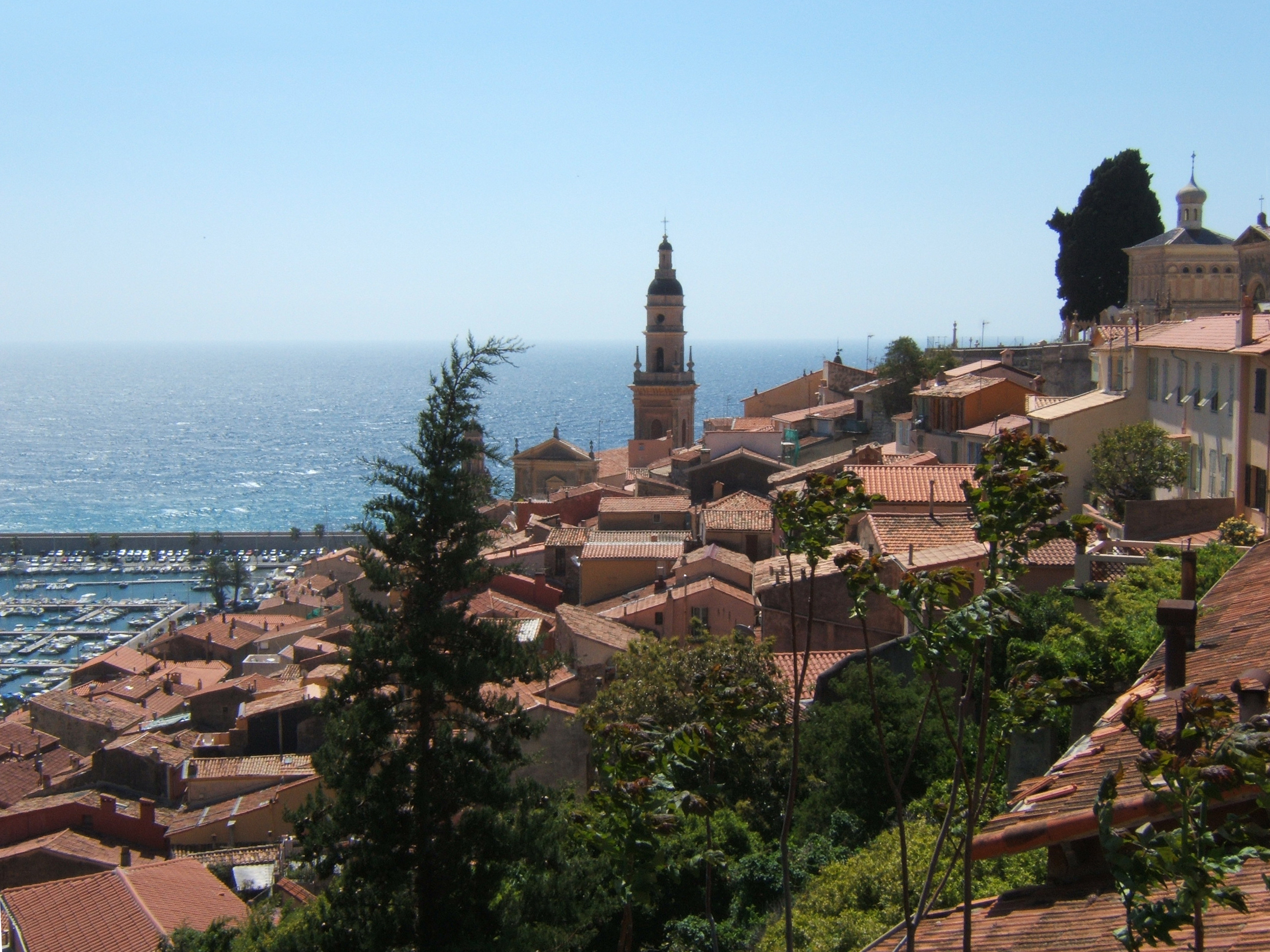
マントン市街

### 難民
ドイツのナチズムに対して、その本流である所のイタリアにおけるファシズムは宗教的弾圧に関して一貫して距離を取り続ける姿勢を維持した。この路線はイタリア王国領やその植民地だけでなく、イタリア進駐領域の政策としても継承された。こうした経緯により、フランス国内のユダヤ教徒が大挙してナチスやヴィシーフランスの迫害を逃れうる保護区としてイタリア進駐領域へ殺到した。南仏で生き残っていた30万名近いユダヤ教徒の内、およそ80%以上がイタリア進駐領域で保護されて強制収容所送りを免れている。
歴史学者ロバート・パクストンは「ナチスやその手先となったヴィシー政権と対照的に、彼らはユダヤ教徒を助ける事に務めた」と記述している。またファシスト政権のユダヤ教徒保護はユダヤ系イタリア人の銀行家アンジェロ ・ドナティらの働きかけも背景にあると考察されている。1943年1月、ドイツによるユダヤ人に対する弾圧は過激化の一途を辿り、ドイツ政府は業を煮やしてイタリア進駐領域内のユダヤ教徒保護政策の破棄とユダヤ教徒の引渡しを求めたが、イタリア王国は「断固拒否する」と回答した。これにドイツ政府の外務大臣ヨアヒム・フォン・リッベントロップは王国首相ベニート・ムッソリーニに対して「貴方方はユダヤ人政策に対して非協力的だ」と不満を表明している。
イタリアが連合国に対して降伏し、その後ドイツ軍が進駐すると、アロイス・ブルンナーSS大尉を指揮官とする執行部隊は旧進駐領に避難したユダヤ教徒の強制送還を推し進め、全体の一部ではあるものの5,000名のユダヤ人が収容所に送られた。

## 引用
1. ↑  “Italy （1922-1943）”.   nationalanthems.info. 2015年1月22日閲覧。
2. 1 2  Militärgeschichtliches Forschungsamt. Germany and the Second World War - Volume 2: Germany's Initial Conquests in Europe, pg. 311
3. ↑  The Fortifications of the Alpine Wall
4. 1 2 3  Davide Rodogno (2006). Fascism's European empire: Italian occupation during the Second World War. Cambridge University Press. pp. 89–92. ISBN 0521845157
5. ↑  Unredeemed Italy (Google Book)
6. ↑  http://www.comandosupremo.com/France.html
7. ↑  Giorgio Rochat, Le guerre italiane 1935-1943. Dall'impero d'Etiopia alla disfatta p. 376
8. ↑  Betasom (in Spanish)
9. ↑  Ghetti, Walter. Storia della Marina Italiana nella seconda guerra mondiale p. 26
10. ↑  Salvatore Orlando, La presenza ed il ruolo della IV Armata italiana in Francia meridionale prima e dopo l’8 settembre 1943, Ufficio Storico dello Stato Maggiore dell’Esercito Italiano, Roma (in Italian)
11. ↑  From the French Shoah memorial : Angelo Donati’s report on the steps taken by the Italians to save the Jews in Italian-occupied France
12. ↑  Italy and the Jews - Timeline by Elizabeth D. Malissa
13. ↑  Italians and Jews in Nice 1942/43